# شورای پذیرش دانشکده حقوق
شورای پذیرش دانشکده حقوق (به انگلیسی: Law School Admission Council> و به اختصار: LSAC) یک نهاد غیرانتفاعی است که اعضای آن را بیش از ۲۰۰ دانشکده حقوق در سراسر ایالات متحده، کانادا و استرالیا تشکیل می‌دهند که دفتر مرکزی آن در پنسیلوانیا واقع شده‌است. مهم‌ترین وظیفهٔ این شورا که در سال ۱۹۴۷ میلادی تأسیس شده، انجام کلیهٔ امور مربوط به فرایند برگزاری آزمون پذیرش مدرسه حقوق می‌باشد.